# Miofosforilasa
La miofosforilasa (PYGM) és un enzim que en els éssers humans es localitza en les cèl·lules musculares. Es tracta d'una de les tres formes de la glucogen fosforilasa humanes.